# Alessandro Chiodo
Alessandro Chiodo ist ein italienischer bildender Künstler und Autor. Sein Werk umfaßt Malerei, Bildhauerei, Grafik, Installationen, Konzeptkunst sowie literarische und kunsttheoretische Texte.

## Leben
Chiodo besuchte zunächst ein Liceo Artistico und studierte anschließend an der Accademia di Belle Arti di Carrara und der Accademia di belle arti di Venezia. Seine Abschlussarbeit schrieb er über Vittorio Pica und die Biennale di Venezia, in der er die Rolle von Kunstkritik und Kuratierung im Kontext früher internationaler Kunstausstellungen untersuchte.
Chiodo lebt und arbeitet in Münster/Westf.

## Werk
Chiodo entwickelt konzeptuelle Bildzyklen, die sich mit gesellschaftlichen, existenziellen und sprachphilosophischen Fragestellungen befassen. Der Literaturwissenschaftler Carlo Salzani beschreibt Chiodos Zeichnungen als eine Auseinandersetzung mit der Krise der menschlichen Form: „The body, the face, are in ruins.“
Neben seiner künstlerischen Tätigkeit veröffentlicht er Essays, Erzählungen und Gedichte. Seine literarischen Arbeiten behandeln kulturelle und ästhetische Themen und weisen intertextuelle Bezüge auf. Als Übersetzer überträgt er literarische und poetische Texte ins Italienische und Deutsche. Zudem ist er Herausgeber der Kunsthefte Kunst. Wort. und Pondera Verborum, die sich mit der Verbindung von bildender Kunst und Sprache befassen und Beiträge internationaler Autoren und Künstler enthalten.

### Schriften (Auswahl)
- L'ignoranza del Poeta. Poesie 2018–1994. Herausgegeben und mit einem Nachwort von Delfo Cecchi. Mit Beiträgen von Sonia Bartoccio, Giovanni di Stefano, Dieter Jaeschke, Alessandro Maggiani und Carlo Salzani.
- MELMA: La caduta prossima e adiacente – Reflexionen über Zerfall und Erneuerung in der Kunst.
- L'IGNORANZA DEL POETA – Gedichte aus den Jahren 1994–2018, mit Beiträgen von Delfo Cecchi und weiteren Autoren.
- ITALA MELA: Tra Alfa e Omega – Eine spirituelle Annäherung an die Mystik der Künstlerin Itala Mela.
- PONDERA VERBORUM – Eine Reihe von Heften zu Kunst und Kultur mit interdisziplinären Beiträgen.
- DISSOLVERE L’ESTETICA – Ein Manifest zur Rekodifizierung der Kunst.
- NOZZE DI LUCE – Erzählungen und Gedichte über Licht, Liebe und Transzendenz.
- IL RE VIANDANTE – Philosophische Betrachtungen über Identität und Grenzerfahrung.

- GLI INNI SACRI DI ALESSANDRO MANZONI – Kommentar und kritische Edition der sakralen Hymnen.

als Herausgeber
- Kunst. Wort. – Eine Kunstheftreihe mit interdisziplinären Beiträgen zu bildender Kunst und Sprache.
- Pondera Verborum – Eine Kunstheftreihe, die sich mit ästhetischen, literarischen und theoretischen Fragestellungen beschäftigt.

Übersetzungen
- Il Costrutto – Italienische Übersetzung von Franz Kafkas Erzählung „Der Bau“.
- I QUADERNI IN OTTAVO: Voci, frammenti e visioni dai taccuini di Kafka – Italienische Übersetzung von Alessandro Chiodo.
- UN DEMONE MALVAGIO: un racconto di Frank Wedekind – Italienische Übersetzung von Alessandro Chiodo.
- POESIE: Sotto il segno delle stelle spente – Auswahl lyrischer Texte von Georg Trakl, ins Italienische übersetzt und illustriert von Alessandro Chiodo. Zweisprachige Ausgabe.
- Die Gräfin von Amalfi – Die Jungfrau Anna: Novellen – Zwei Erzählungen von Gabriele D’Annunzio, ins Deutsche übertragen und herausgegeben von Alessandro Chiodo.

### Visuelle Arbeiten und Kunstpublikationen
- Die Blumen des Krieges / Fiori di guerra – Zeichnungen und Reflexionen über Konflikt und Schönheit.
- Alessandro Chiodo: Disegni / Zeichnungen – Sammlung von Tintenzeichnungen mit einem Beitrag von Enrico Formica. Die Publikation bietet Einblicke in Chiodos grafisches Werk und verbindet visuelle Ausdrucksformen mit kunsttheoretischer Reflexion.
- Grotesqueries: The Promises of Monsters. The Drawings of Alessandro Chiodo – Herausgegeben von Carlo Salzani.
- Homo Bulla: Facce nuove, vecchi sistemi – Aquarelle mit gesellschaftskritischem Unterton.
- Hopeful Monsters – Kunst von Alessandro Chiodo, Text von Carlo Salzani.
- Gesichter – Gemälde und Zeichnungen von Alessandro Chiodo. Herausgegeben von Dieter Jaeschke.
- Europolis: Ein Kunstprojekt von Alessandro Chiodo – Mit einem Vorwort von Franco Giordani, Konsul der Italienischen Republik. Herausgegeben von Dieter Jaeschke.